# Sonja Edström
Pour les articles homonymes, voir Edström.
Sonja Viola Edström-Ruthström (née à Luleå le 18 novembre 1930 et morte dans la même ville le 15 octobre 2020) est une fondeuse suédoise.

## Jeux olympiques
- Jeux olympiques d'hiver de 1956 à Cortina d'Ampezzo 
  -  Médaille de bronze sur 10 km.
  -  Médaille de bronze en relais 3 × 5 km.
- Jeux olympiques d'hiver de 1960 à Squaw Valley 
  -  Médaille d'or en relais 3 × 5 km.

## Championnats du monde
- Championnats du monde de ski nordique 1954 à Falun 
  -  Médaille de bronze en relais 3 × 5 km.
- Championnats du monde de ski nordique 1958 à Lahti 
  -  Médaille de bronze en relais 3 × 5 km.